# Чрета (Хоче-Сливница)
Чрета (словен. Čreta) је насељено место у општини Хоче-Сливница, Подравска регија, Словенија.

## Историја
До територијалне реорганизације у Словенији била је у саставу старе општине Марибор.

## Становништво
У попису становништва из 2011. године, Чрета је имала 329 становника.
| Број становника према пописима | Број становника према пописима | Број становника према пописима |
| ------------------------------ | ------------------------------ | ------------------------------ |
| 1991                           | 2002                           | 2011                           |
| 286                            | 294                            | 329                            |

Напомена: Године 2007. извршена је мања размена територија између насеља Чрета и Сподња Хоче.